# Cämmerswalde

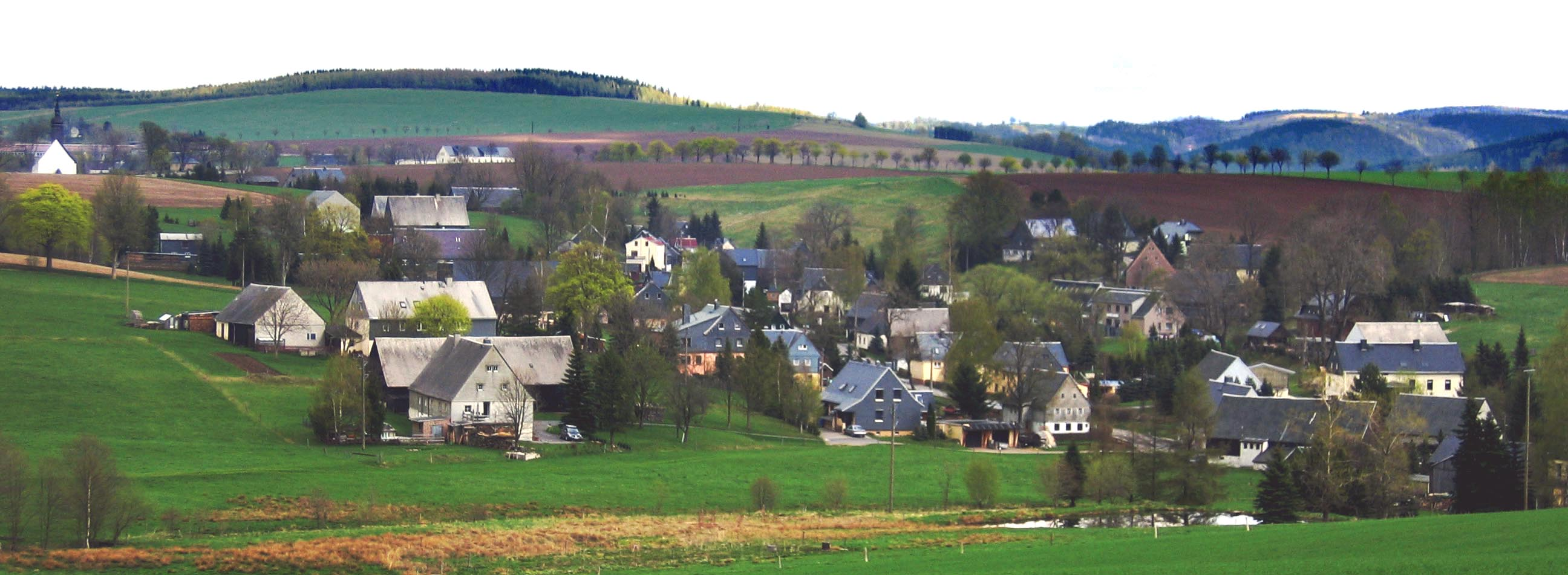
Blick zum Mitteldorf

Der Ortsteil Cämmerswalde der Gemeinde Neuhausen/Erzgeb. befindet sich im Süden des sächsischen Landkreises Mittelsachsen.
Der über 800 Jahre alte Ort liegt in der Nähe von Seiffen im westlichsten Osterzgebirge an der tschechischen Grenze. Er wurde als klassisches Waldhufendorf angelegt und erstreckt sich langgezogen über mehr als fünf Kilometer. Cämmerswalde ist in Oberdorf, Mitteldorf und Niederdorf untergliedert. Seit 1994 gehört Cämmerswalde zur Gemeinde Neuhausen/Erzgeb., war zuvor eigenständige Gemeinde mit den Ortsteilen Deutschgeorgenthal, Hainberg und ab 1924 auch Neuwernsdorf und Rauschenbach.

## Geografie

### Lage
Cämmerswalde liegt nördlich des Erzgebirgskamms im direkten Übergangsgebiet vom Osterzgebirge zum Mittleren Erzgebirge, eingebettet im oberen Flöhatal, zwischen Neuhausen, den Gemeinden Rechenberg-Bienenmühle und Sayda im Naturpark Erzgebirge/Vogtland. Direkte Nachbargemarkungen sind Holzhau, Neuwernsdorf, Neuhausen, Rauschenbach, Friedebach und Clausnitz sowie die tschechische Nachbargemeinde Český Jiřetín (Georgendorf).
Von der südlichsten Gemarkungsgrenze 545 m ü. NHN erstreckt sich Cämmerswalde über die ehemalige Lösermühle in 558 m ü. NHN durch die Ortsmitte (Kirche) mit 640 m ü. NHN bis zum 716,8 m ü. NHN höchsten Punkt des Klötzerwegs/Weißen Flusswegs (Ringel). Die Gemarkung Cämmerswalde ist 13,05 km² groß.
Der Ort wird vom Cämmerswalder Dorfbach durchflossen. Südlich des Ortes wird die Flöha in der Talsperre Rauschenbach gestaut.

### Geologie
Der Ort befindet sich auf kristallinen Schiefern und Gneis. Sind im Ost-Erzgebirge meist Graugneise vorherrschend, so finden sich hier auch verstärkt grobkörnige Rotgneise. Im Bereich des Flöhatals liegt eine sehr alte, tektonisch mobile Zone, die Ost- und Mittelerzgebirge trennt. Erdgeschichtlich spielte die Flöha-Zone wahrscheinlich bei der Erzgebirgshebung eine Rolle.

### Klima
Durchschnittliche Temperatur- und Niederschlagswerte
Quelle: Messwerte 1973–2000 (Temperatur), 1991–2000 (Niederschlag), Mess-Station Rauschenbach in 615 Meter ü. NN an der Talsperrenmauer
|                   | Jan. | Feb. | Mär. | Apr. | Mai  | Jun. | Jul. | Aug. | Sep. | Okt. | Nov. | Dez. | Jahresschnitt |
| ----------------- | ---- | ---- | ---- | ---- | ---- | ---- | ---- | ---- | ---- | ---- | ---- | ---- | ------------- |
| Temp. (°C)        | −1,5 | −1,1 | 1,7  | 5,9  | 10,8 | 13,5 | 15,6 | 15,3 | 11,3 | 6,8  | 1,5  | −1,4 | 6,5           |
| Niederschlag (mm) | 82   | 61   | 76   | 68   | 76   | 93   | 112  | 98   | 74   | 65   | 79   | 91   | 957           |

## Geschichte
Die Besiedlung Cämmerswaldes erfolgte im Zuge der Kolonialisierung des obersächsischen Raums um das Jahr 1000. Damals erstreckte sich ein riesiger Urwald über das Gebirge. Den Namen Erzgebirge erhielt das Gebirge erst nachdem sein Erzreichtum bekannt wurde.

### Ortsbezeichnung
Die Ortsbezeichnung Cämmerswalde geht auf die Bezeichnung „Kämmerer des Königreiches Böhmen“ zurück. Der Ort wurde nachweislich 1213 erstmals als Kämmerswalde erwähnt. Ob als Namensgeber der aus dem Adelsgeschlecht der Hrabischitz stammende, als Župan von Belina und Kämmerer des Königreichs Böhmen bezeugte Grabissa III. diente, oder dessen Bruder Slauko I. von Hrabischitz, auch Slawek I., ist nicht belegt. Slauko der Große, auch Slavek Magnus, Slackko von Riesenburg († 1226 in Ossegg) war ein böhmischer Fürst, um 1207 Burggraf in Bilin und höchster Kämmerer 1198–1202 1212–1226. Slauko gründete das Kloster Ossegg und holte 1199 die Zisterziensermönche vom bayerischen Kloster Waldsassen aus Maschau nach Ossegg. Bekannte überlieferte Namensversionen bzw. Schreibweisen des Ortsnamens sind Kemerswalde, Komerßwalde, Kemmerßwalde, Kamerßwalde, Kemmerschwalde, Kemmerswalde sowie (bis 1945) sowohl Kämmers- als auch Cämmerswalde.

### Ortsgründung und Mittelalter

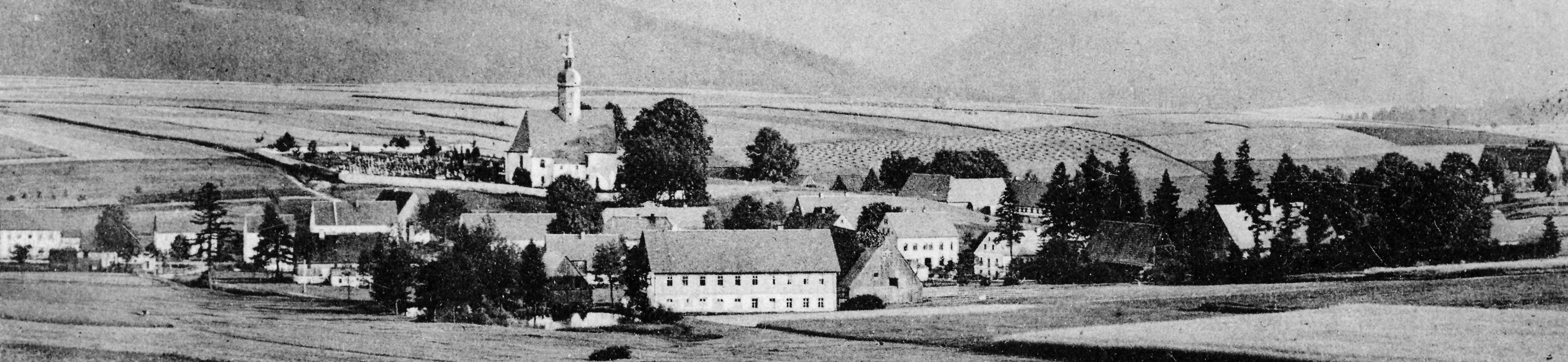
Herbst-Panorama mit Kirche 1907

Sehr wahrscheinlich waren es die Mönche der Hrabischitz aus dem Kloster Ossegg, die im Auftrag des böhmischen Königs Ottokar I. Přemysl (1155–1230) mit Bauern aus dem Frankenwald das Gebiet am Oberlauf der Flöha und damit auch Cämmerswalde, Sayda (erstmals urkundlich erwähnt 1192 als Zawidowe) und Friedebach um 1200 besiedelten. Die Mönche wurden zuvor aus dem bayerischen Kloster Waldsassen herbeigerufen, um 1192 in Nordböhmen das Kloster Ossegg zu gründen, von wo aus die böhmische Kolonialisierung ausgehen sollte. Nach Aufzeichnungen des Heimatforschers des Saydaer Berglandes, Kantor Max Rennau, geht die „erste Erwähnung auf 1207 und eine urkundliche Zinsverpflichtung ,Akta Spuria/385 S’ – Regina Bohemiae“ des böhmischen Königs zurück, in der alle Untertanen des Klosters Ossegg einen bestimmten Zins zu zahlen hatten und somit die Existenz der Orte um Sayda erwähnt. Inzwischen wird aber auch von einer früheren Besiedlung ausgegangen, weil Grabissa III., auch Hrabiš III. die Kolonisierung von Böhmen her über den Kamm des Erzgebirges nach Norden schon während seiner Tätigkeit als höchster Kämmerer (bis zu seinem Tode 1197) begann.

### 20. Jahrhundert
- 1902: Der Turnverein Cämmerswalde wurde erstmals erwähnt.
- 1911: Cämmerswalde erhielt ein elektrisches Leitungsnetz.
- 1920: Ein Schießstand für den Kleinkaliber- und Schützenverein wurde eingeweiht.
- 1921: Für die beiden im Ersten Weltkrieg beschlagnahmten und eingeschmolzenen Kirchenglocken wurden zwei neue angeschafft und geweiht. Diese mussten im Zweiten Weltkrieg wieder für die Waffenindustrie abgeliefert werden. Übriggeblieben war jeweils die kleinste Glocke.
- 1924: Neuwernsdorf wurde zu Cämmerswalde eingemeindet.

#### Cämmerswalde in den zwei Weltkriegen
Die beiden Weltkriege forderten auch hier Opfer. Im Ersten Weltkrieg hatte Cämmerswalde mit seinen Ortsteilen 38 Opfer zu beklagen, eine Volkszählung im Jahr 1939 hatte 1.683 Einwohner ergeben.
Im gleichen Jahr wurde im Ort ein Barackenlager des Reichsarbeitsdienstes (RAD) eröffnet.
Gegen Ende des Zweiten Weltkrieges zogen im April 1945 sich zurückziehende Truppen der Wehrmacht mehrere Tage durch Cämmerswalde. Beim Luftkrieg über dem Erzgebirge wurden auch Bauern während der Feldarbeit in Cämmerswalde von englischen Tieffliegern beschossen. Mehrere Blindgänger der Bombenangriffe u. a. auf Dresden und Brüx schlugen zwischen 1943 und 1945 in Cämmerswalde ein.
Am Abend des 7. Mai 1945 rückte die Rote Armee trotz Panzersperren in Cämmerswalde ein. Die Brücke an der Lösermühle und die Heubrücke nach Neuwernsdorf waren zuvor von der Wehrmacht beim Rückzug gesprengt und die Straße zwischen Neuwernsdorf und Rauschenbach vermint worden.

#### Nachkriegszeit und DDR
Der Ort, vor allem die Schule, Gasthöfe und die Baracken des einstigen Reichsarbeitsdienstlagers sowie viele Privathäuser waren zu diesem Zeitpunkt mit Flüchtlingen aus den ehemaligen deutschen Gebieten und zerbombten Städten völlig überfüllt, weit über 2.000 Menschen hielten sich im Mai 1945 in Cämmerswalde auf.
Auf dem Hof von Herbert Mai in der Hauptstraße 6 richtete sich bis Herbst 1945 die sowjetische Ortskommandantur unter Anatoli Kalinin ein. Als kommissarischer Bürgermeister wurde Karl Horn ausgewählt. Er musste die Unterbringung und Versorgung der Flüchtlinge organisieren und Abgabepflichten der Bauern durchsetzen. Trotz Lebensmittelmarken herrschte akute Hungersnot. Eine Zählung am 3. November 1945 hatte 1.868 Einwohner ergeben.
Dem Einmarsch folgten Plünderungen, Vergewaltigungen, ein Gehöft wurde abgebrannt, die Feuerwehr durfte nicht ausrücken. Im Zuge der Befreiung erschossen Sowjetsoldaten sieben Bürger, zwei Personen nahmen sich das Leben, einer starb beim Minenräumen. Drei Einwohner wurden in Internierungslager verbracht, einer starb dort.
Am Ende des Zweiten Weltkriegs waren 120 Einwohner umgekommen.
- 1945: Am 10. September wurde die Verordnung über die Bodenreform erlassen, die zur Enteignung der Großgrundbesitzer Familie von Schönberg und Familie von Purschenstein in Neuhausen/Erzgeb. führte.
- 1949: Einweihung des Sportplatzes am 7. Oktober, dem Tag der Gründung der DDR
- 1952: Cämmerswalde gehörte zum neugeschaffenen Bezirk Chemnitz (ab 1953 Karl-Marx-Stadt) und wurde dem Kreis Brand-Erbisdorf zugeordnet
- 1954: Glockenweihe der zwei neuen Glocken aus Apolda für die Cämmerswalder Kirche
- 1957: Zur 750-Jahr-Feier mit Festumzug strömten über 20.000 Besucher nach Cämmerswalde
- 1958: Cämmerswalde bekam eine neue Straßenbeleuchtung
- 1959: Die Deutsche Grenzpolizei zog für zwei Jahre nach Cämmerswalde in eine neue Kaserne.
- 1963: Der Grundstein zum Bau der Talsperre Rauschenbach wurde am 4. Oktober gelegt, die Einweihung erfolgte am 4. Oktober 1967.
- 1968: Das FDGB-Ferienheim Paul Gruner empfing am 1. Juli erste Urlauber.
Im Zusammenhang mit den Unruhen zum Prager Frühling wurden von der SMAD sowjetische Truppen in das Osterzgebirge abkommandiert. Diese kampierten wochenlang in den Wäldern um Cämmerswalde und rückten am 21. August in Richtung Prag vor.
- 1970: Wegen starker Schneeverwehungen herrschte Anfang März Katastrophenalarm.
- 1972: Cämmerswalde erhielt am 15. September den Titel Staatlich anerkannter Erholungsort.
- 1973: Eine Il-14 wurde zerlegt aus Barth nach Cämmerswalde gebracht und als Sehenswürdigkeit wieder aufgebaut. Das Flugzeug diente eine Zeitlang als Gaststätte.
- 1975: Der neue Kindergarten mit Kinderkrippe wurde fertiggestellt. Die Kinder zogen aus der ehemaligen RAD-Baracke in das neue Kombi-Gebäude.
- 1977: Eine Art Poliklinik entstand durch Umbau eines vorhandenen Gebäudes. Zum 100. Schuljubiläum wurde die Lehranstalt renoviert und ein Anbau wurde eröffnet.

#### Nach der Wende
- 1990: Am 18. März fanden die ersten freien Wahlen in der DDR statt. Wolfgang Wagner (CDU) löste den seit 1964 amtierenden Bürgermeister Werner Hegewald (SED) ab, musste sein Amt in Cämmerswalde jedoch anlässlich der Gemeindevereinigung mit Neuhausen/Erzgeb. Ende 1993 abgeben. Zwischen 1994 und 2001 stand Wagner aber auch der Einheitsgemeinde vor.
- 1991: Der Bundesgrenzschutz zog in die ehemalige Kaserne der Grenztruppen/NVA.
- 1993/1996: Der Gemeinderat Cämmerswalde beschloss den Bau des Haus' des Gastes. Das 9,2 Millionen Euro teure Projekt wurde mit 90 Prozent Fördermitteln bewilligt: aus einer zunächst projektierten Mehrzweck-Turnhalle wurde bei dieser Gelegenheit ein Kulturhaus mit Mehrzweck-Turnhalle, Gaststätte, Saal, Sauna und Kegelbahn. Die Einweihung erfolgte 1996, wobei anschließend bekannt wurde, dass der Bau wegen Änderungen des Bauplans nicht komplett förderfähig war. Eine Mitschuld wurde dem bewilligenden Regierungspräsidium Chemnitz gegeben, das den neuen Bauplan prüfte, aber nicht warnte. Dem Gemeinderat waren die neuen Förderrichtlinien des Freistaates Sachsen bis dahin nicht bekannt. Ein Teil der Fördermittel musste somit zurückgezahlt werden.[4]
- 1994: Die Kreisreform vom 1. Januar vereinigte Cämmerswalde mit seinen Ortsteilen mit der Gemeinde Neuhausen/Erzgeb. Am 1. Juli erfolgte die Auflösung des Landkreises Brand-Erbisdorf und die Rückkehr zum Landkreis Freiberg.
- 1995: Am 1. Januar wurde nach 50 Jahren der Grenzübergang Deutschgeorgenthal/Český Jiřetín zunächst für Fußgänger wieder eröffnet. 2008 erfolgte auch die Freigabe für den Straßenverkehr.
- 2000: Der Bau einer Fernwasserleitung zwischen den Talsperren Rauschenbach und Lichtenberg/Erzgeb. wurde begonnen.
- 2002: Am 14. März sprengten Spezialisten die baufällige Talsperren-Brücke der grenznah verlaufenden Staatsstraße S 211.

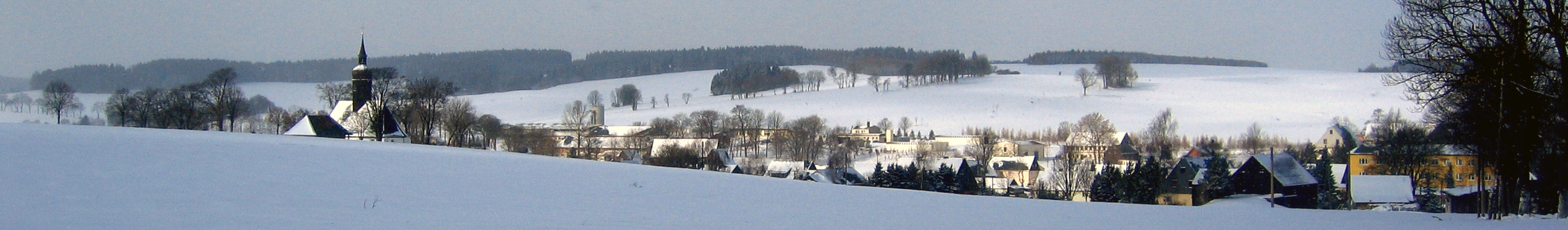
Winter-Panorama mit Kirche im Februar 2009

- 2004: Die neue Talsperrenbrücke wird am 24. August für den Verkehr freigegeben
- 2007: Cämmerswalde beging im Juli eine Festwoche zur 800-Jahr-Feier mit großem Festumzug, gleichzeitig wurde die 130-Jahr-Feier der Schule mit einer großen Ausstellung in der Schule gefeiert.
- 2009: Die Landesregierung Sachsen lehnte im Mai einen Antrag der Gemeinde Neuhausen/Erzgeb. ab, zur Belebung der Region die sanfte touristische Nutzung der Trinkwasser-Talsperre Rauschenbach für motorlose Kleinboote freizugeben.

### Verwaltungsgeschichte
Cämmerswalde gehörte 1551 zum Rittergut Purschenstein. In den Jahren nach 1696 gehörte das Rittergut Purschenstein auch zum Amt Freiberg. Das Gerichtsamt Sayda übernahm den Ort 1856 und gab ihn 1875 an die Amtshauptmannschaft Freiberg ab. In der DDR gehört Cämmerswalde ab 1952 zum Kreis Brand-Erbisdorf. 1994 bis 2009 gehört der Ort zum Landkreis Freiberg. Seit 2009 gehören der ehemalige Landkreis Freiberg und die Einheitsgemeinde Neuhausen/Erzgeb. zum Landkreis Mittelsachsen.

## Politik

### Gemeindevorsteher und Bürgermeister

Logo des Ortsteils der Gemeinde Neuhausen/Erzgeb.

siehe rechts stehende Tabelle
| Gemeindevorstände und Bürgermeister | Gemeindevorstände und Bürgermeister      |
| ----------------------------------- | ---------------------------------------- |
| bis 1838                            | Friedrich B. Felber (letzter Erbrichter) |
| 05.03.1839–1850                     | Johann G. Müller                         |
| 1850–1869                           | August F. Hegewald                       |
| 1869–1886                           | Wilhelm H. Fischer                       |
| 1886–1916                           | Gustav A. Bilz                           |
| 1916–1937                           | Robert Hegenbart                         |
| 1937–1944                           | Willy Hegewald                           |
| 1944–1945                           | Alfred Meyer                             |
| 1945–1947                           | Karl Horn                                |
| 1947–1949                           | Karl Hebert                              |
| 1949–1951                           | Karl Wagner                              |
| 1951–1953                           | Walter Martin                            |
| 1953–1954                           | Herbert Braun                            |
| 1954–1956                           | Rolf Barthmann                           |
| 1957–1963                           | Heinz Sattler                            |
| 1963–1964                           | Horst Meyer                              |
| 1964–1990                           | Werner Hegewald                          |
| 1990–1993                           | Wolfgang Wagner                          |
| 01.01.1994                          | nach Neuhausen eingemeindet              |

### Ortslogo
Die Gestaltung des Logos stammt noch aus der Zeit der Eigenständigkeit der Gemeinde (bis 1994). Es wurde etwa um 1990 einfarbig als eine Art Ersatz für ein fehlendes historisches Wappen erstellt und wird noch heute von der Gemeinde Neuhausen/Erzgeb. parallel zu deren Ortswappen eingesetzt. Nach dem Talsperrenbau in Rauschenbach und mit der Ehrung als Staatlich anerkannter Erholungsort der DDR im Jahr 1973 soll es bereits ein ähnliches Gemeindelogo mit dieser Zeichnung gegeben haben. Auf dem Logo sind ein altes Mühlengebäude bzw. Erzgebirgshaus (möglicherweise die „Lösermühle“), darunter die Brücke über den Stauraum und rechts daneben die Kirche vor dem Panorama des Schwartenbergs abgebildet. Darunter ist über die ganze Breite die Staumauer der Talsperre Rauschenbach abgebildet. Das Logo gibt es noch einfarbig mit dem zweizeiligen Schriftzug „Cämmerswalde/Erzgebirge“ unter der verkürzten Staumauer.

### Einwohnerentwicklung
- 1486: 34 besessene Mann[7]
- 1501: 34 besessene Mann[8]
- 1551: 34 besessene Mann, 87 Einwohner
- 1576: 12 Vollhüfner, 15 Halbhüfner, 6 Viertelhüfner, 17 Häusler – 10 bis 12 Hausgenossen (keine eigenen Feuerstätten) entsprechend: 33 Bauern bewirtschaften 21 Hufen (Höfe), vermutlich 51 Familien sind um 1576 im Ort ansässig[4]
- 1764: 0033 besessene Mann, 39 Häusler, 19 Dreiviertelhüfner
- 1834: 0852 – davon Kath. 1
- 1868: 1.254[9]
- 1871: 0974
- 1890: 1.028
- 1910: 1.110
- 1925: 1.517 – davon ev.-luth. 1.485; kath. 26; andere 6
- 1939: 1.683 (September – Volkszählung)[10]
- 1945: 1.868 (3. November – Volkszählung)[10]
- 1946: 1.884
- 1950: 1.832
- 1964: 1.707
- 1970: 1.504
- 1981: 1.360 (Volkszählung)[10]
- 1990: 1.100
- 1994: 1.271 (Volkszählung: Gebietsstand vor der Vereinigung mit Neuhausen)[10]
- 2006: 0679 (ab hier nur der OT Cämmerswalde ohne Deutschgeorgenthal, Neuwernsdorf und Rauschenbach)

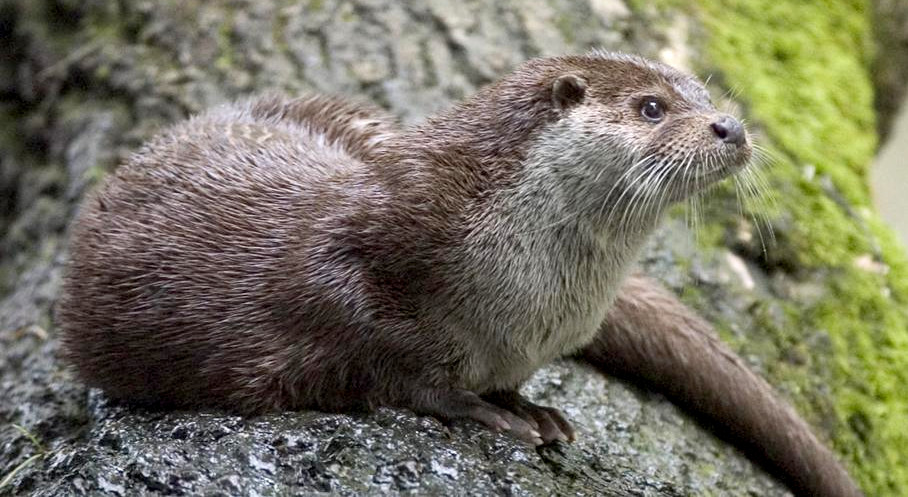
Fischotter

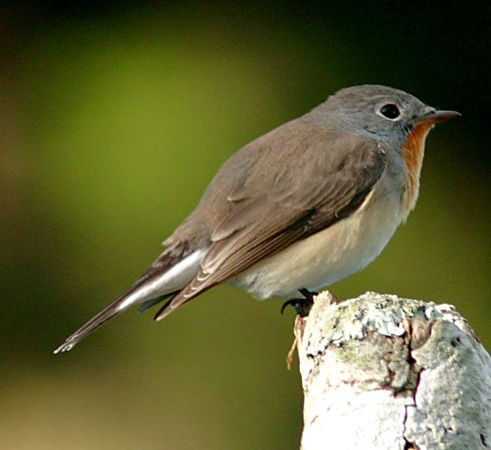
Zwergschnäpper

- 2007: 0673

## Tierwelt in und um Cämmerswalde
An der Rauschenbachtalsperre und den angrenzenden Gemarkungen sind einige seltene Tierarten heimisch:
- Fischotter: An der Rauschenbachtalsperre und ihren Zuflüssen ist der Fischotter wieder zu Hause.
- Nordfledermaus: Nachweise stammen aus Oberlochmühle bei Sayda an alten Schornsteinen und Giebeln.
- Vögel: Waldlaubsänger, Hohltaube, Schwarzspecht, Grauspecht und Zwergschnäpper treten in den Buchenbeständen der umliegenden Wälder auf. In Fichtenbeständen sind seltene Arten wie Raufußkauz, Sperlingskauz, Waldschnepfe, zeitweise auch Nachtschwalbe, Waldbaumläufer, Weidenmeise und Zwergspecht, auf freien Flächen auch der Feldschwirl und vereinzelt das Birkhuhn zu finden.

Der Nachweis von 108 Brut- und Zugvogelarten im Waldgebiet zwischen Deutscheinsiedel und dem oberen Flöhatal war Anlass, hier ein Europäisches Vogelschutzgebiet zu schaffen (1.337 ha), das in das europaweite Schutzgebietsnetz Natura 2000 integriert ist.
Im Frühjahr und Herbst rasten an der Talsperre Rauschenbach viele nordische Wasservögel, so verschiedene Enten-, Säger-, Gänse- und Taucherarten. An der Flöha haben Ornithologen auch die Wasseramsel beobachtet.
- Falter: Über 30 verschiedene Tagfalter wie Ritterfalter, Bläuling oder Weißling sind rund um Cämmerswalde zu Hause. Die Grüne Liga Ostthüringen hat im Osterzgebirge 679 Schmetterlingsarten nachgewiesen, davon 570 Nachtfalter und 96 Tagfalter. Sechs davon sind verschollen, etwa 60 Prozent wurden in die Roten Listen Sachsens bzw. Deutschlands aufgenommen. Ursachen der Bedrohung sind Biotopveränderungen durch fehlende Wiesenmahd und Gehölzaufwuchs.[11]
- Fische: In der Talsperre Rauschenbach finden sich u. a. Bachforelle, Seeforelle, Regenbogenforelle, Karpfen, Barsch, Schleie, Aal, Hecht, Zander, Döbel und Rotauge.

## Kultur und Bauwerke

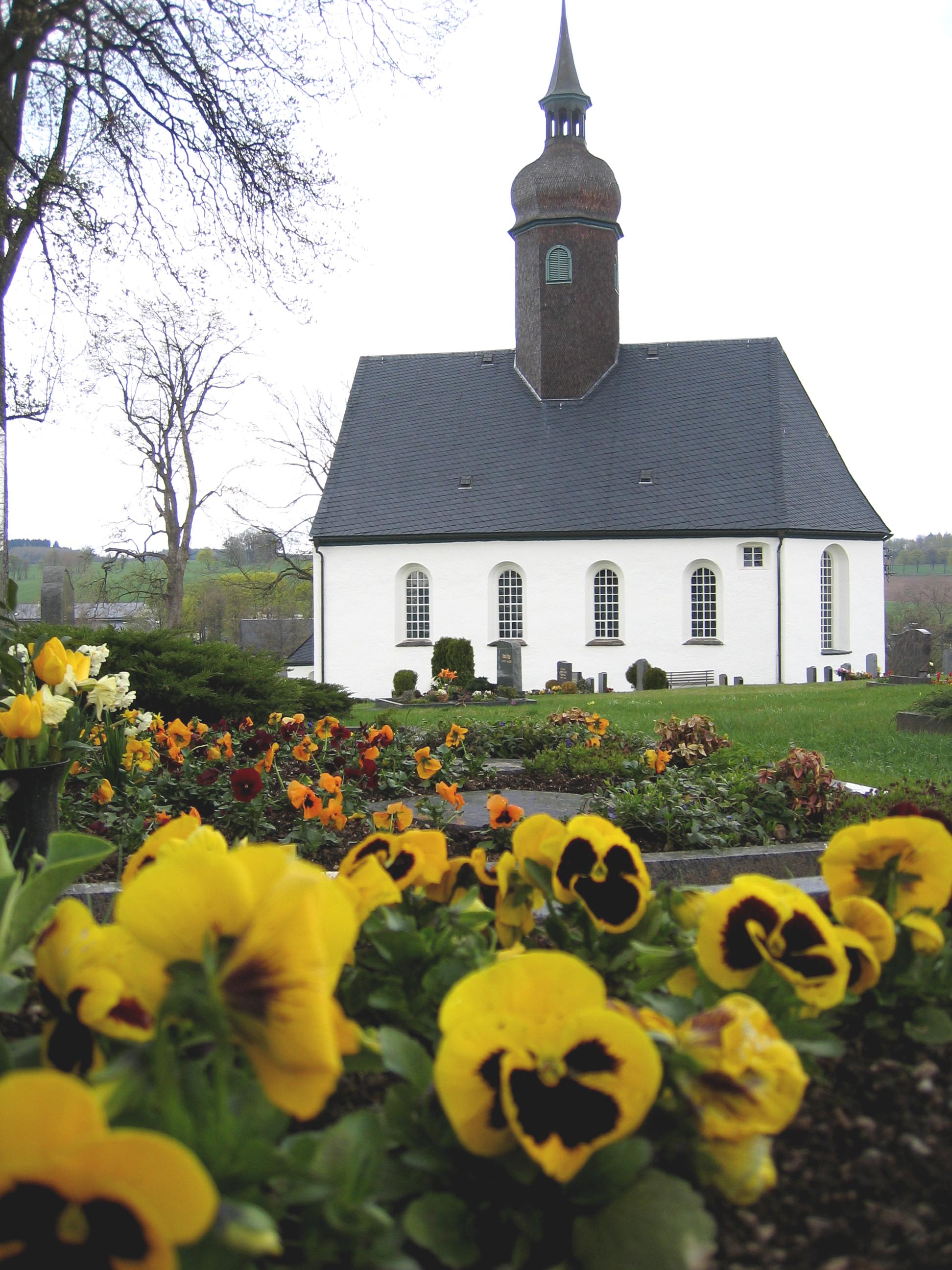
Die Cämmerswalder Kirche im April 2009

### Kirche
Die das Panorama des Mitteldorfes bestimmende romanische Barockkirche wurde 1703 umgebaut. Über dem Eingang ist zu lesen: „Anno 1703 den 7. Maij ist dieser Kirchen Bau mit Gott angefangen und den 17. Julij 1708 gut vollendet worden.“ Das Kirchengebäude verfügt über eine kunstvolle Kassettendecke und ein künstlerisch wertvolles Altarbild und zählt zu den prächtigsten Barockkirchen der Region aus dem 18. Jahrhundert im Stil des „Bauernbarocks“. Wie alt die Kirche wirklich ist, bleibt unklar. Auf der ältesten der drei Glocken steht die Jahreszahl 1499. Auf dem Friedhof gibt es mehrere Gedenksteine.

### Sehenswürdigkeiten
- Neugrabenflöße
- Talsperre Rauschenbach
- Gedenktafel für Wilhelm Walther mit Ausschnitt vom Fürstenzug

### Schauflugzeuge
In Cämmerswalde stehen zwei Schauflugzeuge und ein Hubschrauber. Bereits seit 1973 steht eine Il-14 der DDR-Fluggesellschaft Interflug in Cämmerswalde. Seit 2001 ist auch eine MiG-21PFM aufgestellt. Im August 2006 folgte ein Mi-2-Hubschrauber der sowjetischen Fluggesellschaft Aeroflot.

Die Iljuschin Il-14
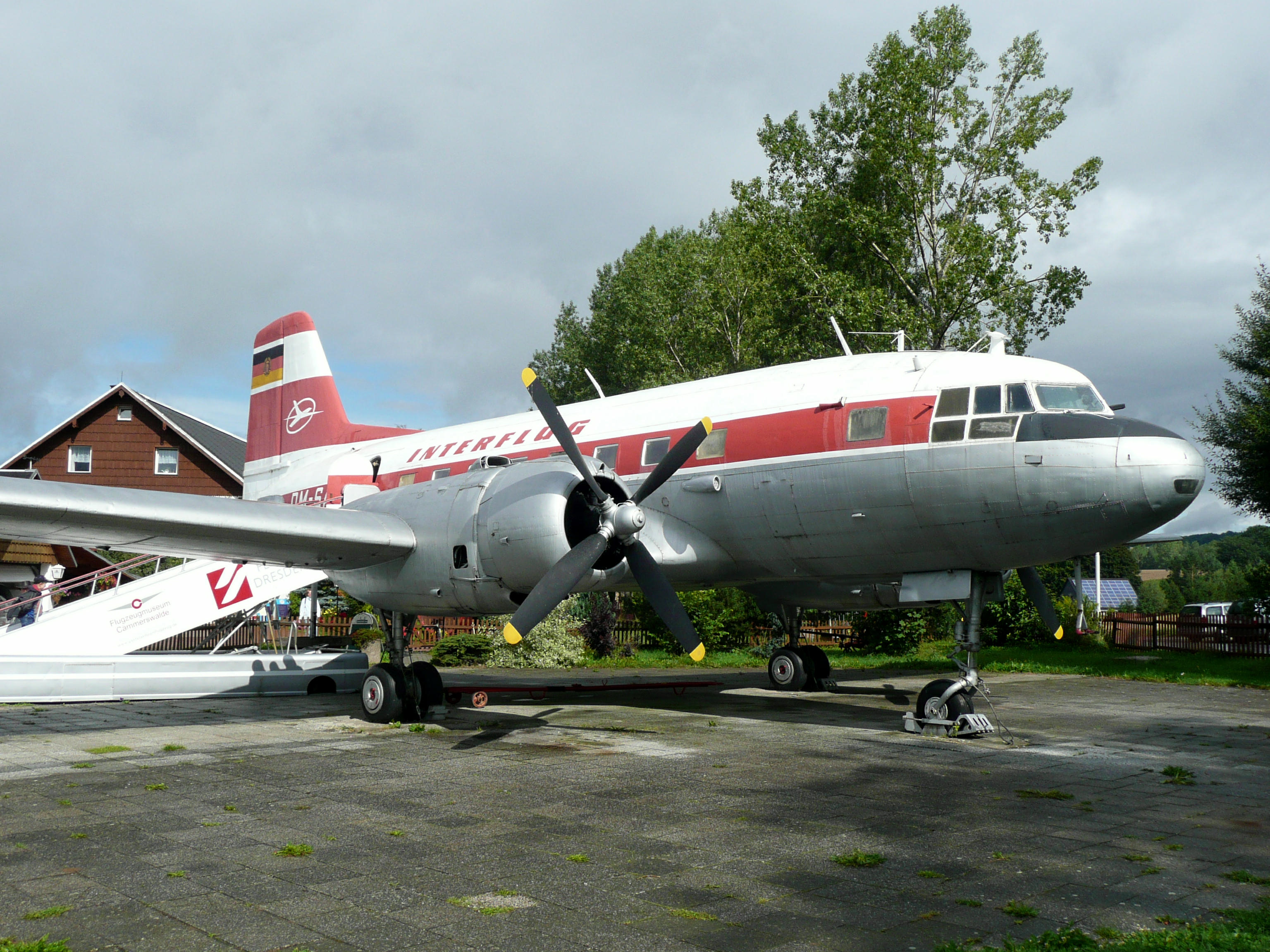
Ausgediente Interflug-Maschine Il-14 in Cämmerswalde
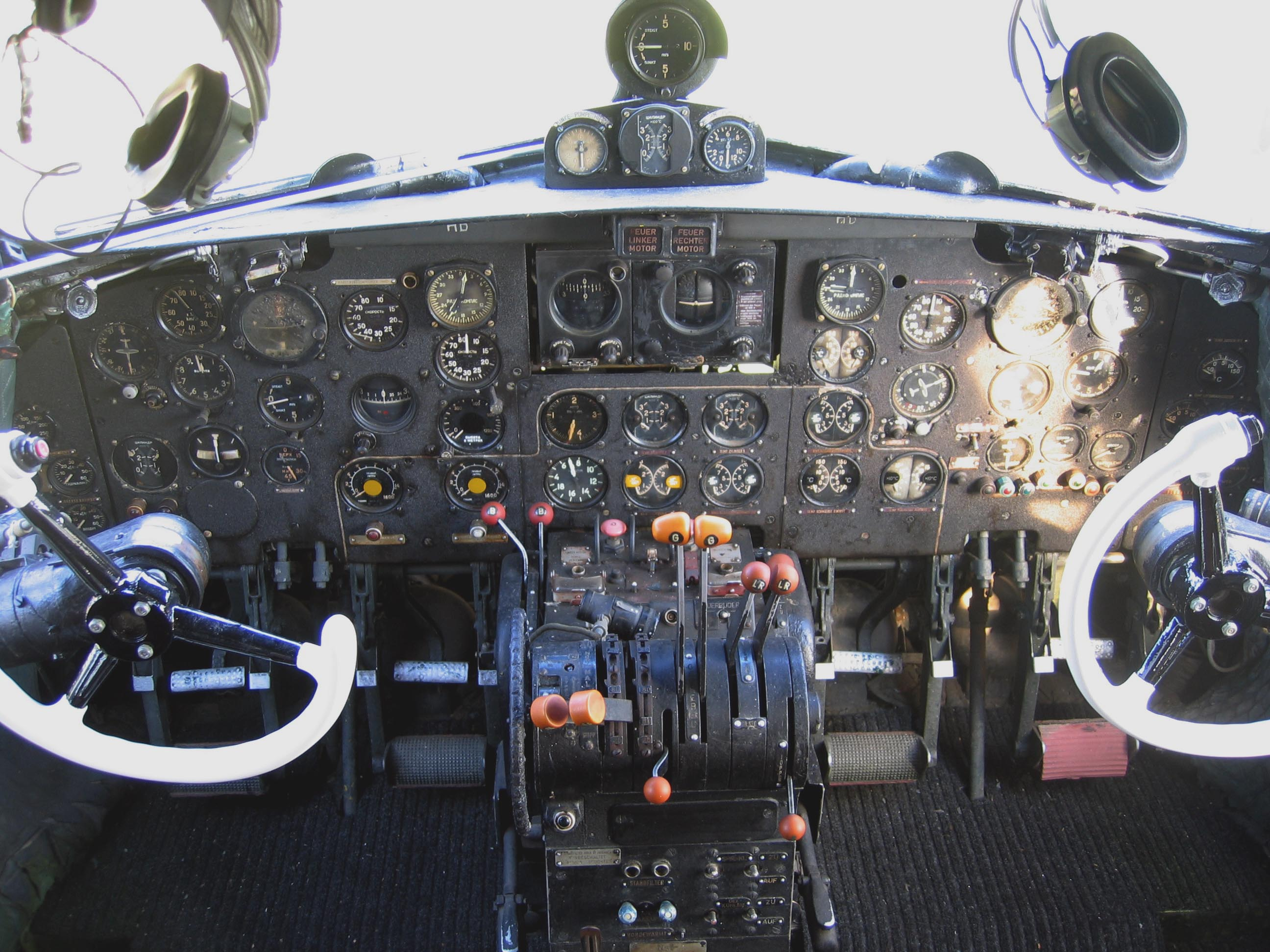
Cockpit der Il-14 in Cämmerswalde, April 2009
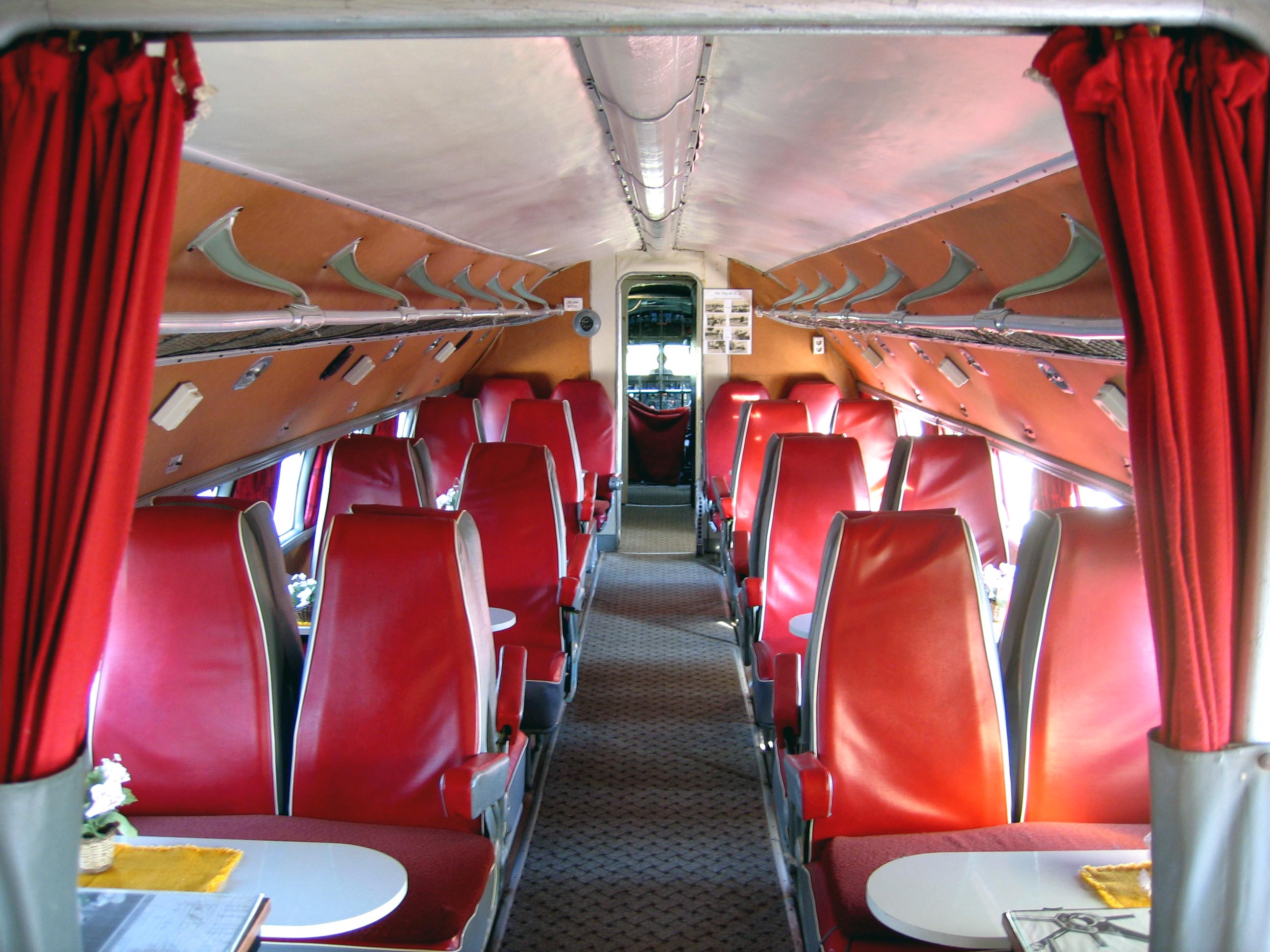
Passagierkabine der Il-14 in Cämmerswalde, April 2009

## Tourismus/Wintersport
Winter

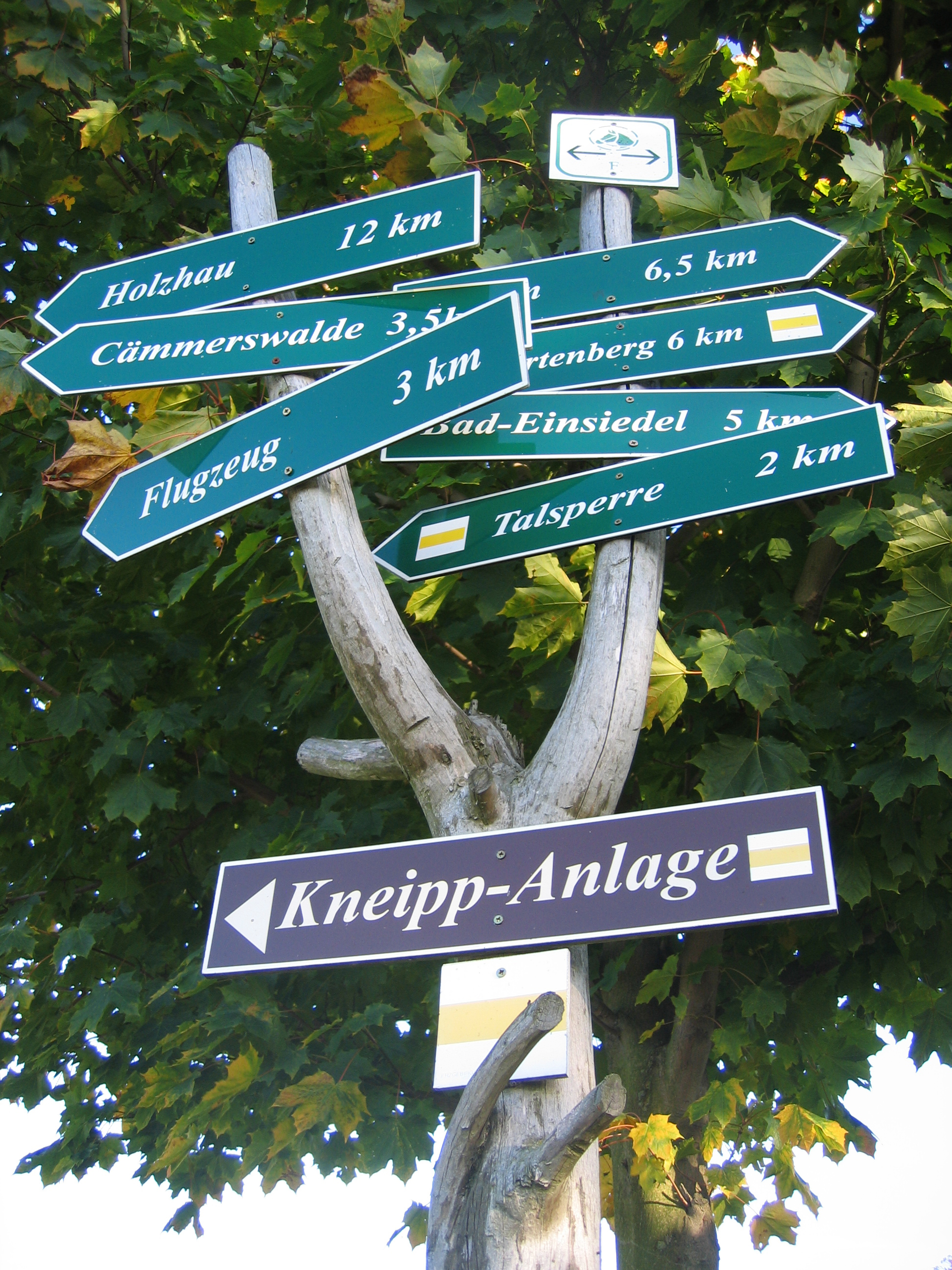
Wandern rund um Cämmerswalde, Oktober 2008

Rund um Cämmerswalde liegen zahlreiche Anlagen des Wintersports. So sind im Winter am Ringelweg, Richtung Holzhau und Clausnitz, sowie am Floßgrabenweg über 30 km gespurte Langlaufloipen vorhanden. Seit 1923 findet jährlich der Schwartenberglauf großes Interesse bei Ski-Langläufern aus ganz Deutschland. In Holzhau, Neuhausen/Erzgeb. und Heidersdorf gibt es Abfahrtspisten. In der Umgebung gibt es Möglichkeiten zu Motorschlittenfahrten und Pferdeschlittenausflügen.
Für Volkssportler attraktiv ist das Skilanglaufrennen Floßgrabenlauf, das am 30. Januar 2010 unterhalb des „Ringel“ in Cämmerswalde seine 30. Auflage feierte. Das Rennen bietet traditionell Strecken zwischen 500 Meter und 15 Kilometer Länge.
Frühjahr/Sommer/Herbst
Cämmerswalde ist Ausgangspunkt für vielfältige Wanderungen auf ausgeschilderten Wegen. Durch dichte Buchen- und Fichtenwälder des Erzgebirges ist Seiffen über den Schwartenberg zu erreichen (ca. 14 Kilometer), in andere Richtungen sind Rechenberg-Bienenmühle, Holzhau (ca. 7 km), Neuhermsdorf (18 km) und Altenberg (37 km) zu erreichen. Ein Ausgangspunkt ist der Parkplatz an der Gaststätte am Flugzeug, direkt an einem Wanderwegekreuz. In Richtung Böhmen gibt es Wanderrouten über den Grenzübergang Deutschgeorgenthal bis nach Teplice (Teplitz), Ossegg (Osek) oder Krupka (Graupen).

## Sport
Im Ort wurde 1949 die Sportgemeinschaft (SG) Einheit Cämmerswalde-Clausnitz gegründet und bestand bis 1953. 1958 entstand die Betriebssportgemeinsaft (BSG) Traktor Cämmerswalde, zu der auch die Sektion Wintersport gehörte, deren Teilnehmer
einige Erfolge im Nachwuchssport vorzuweisen hatten. Kurzfristig war Cämmerswalde sogar Trainingsstützpunkt für den Bezirk Karl-Marx-Stadt im Bereich Ski Nordisch.
Der Nachfolgeverein ist der 1990 gegründete Sportverein (SV) Eintracht Cämmerswalde mit den Abteilungen Volleyball und Wintersport. Die Abteilung Fußball des SV Eintracht Cämmerswalde fusionierte 2007 mit der Fußballabteilung des SSV Blau-Weiß Neuhausen zum FV Neuhausen-Cämmerswalde und trägt seither ihre Spiele im Neuhausener Schwartenbergstadion und auf dem Cämmerswalder Sportplatz neben dem „Haus des Gastes“ aus.

## Mit Cämmerswalde verbundene Personen

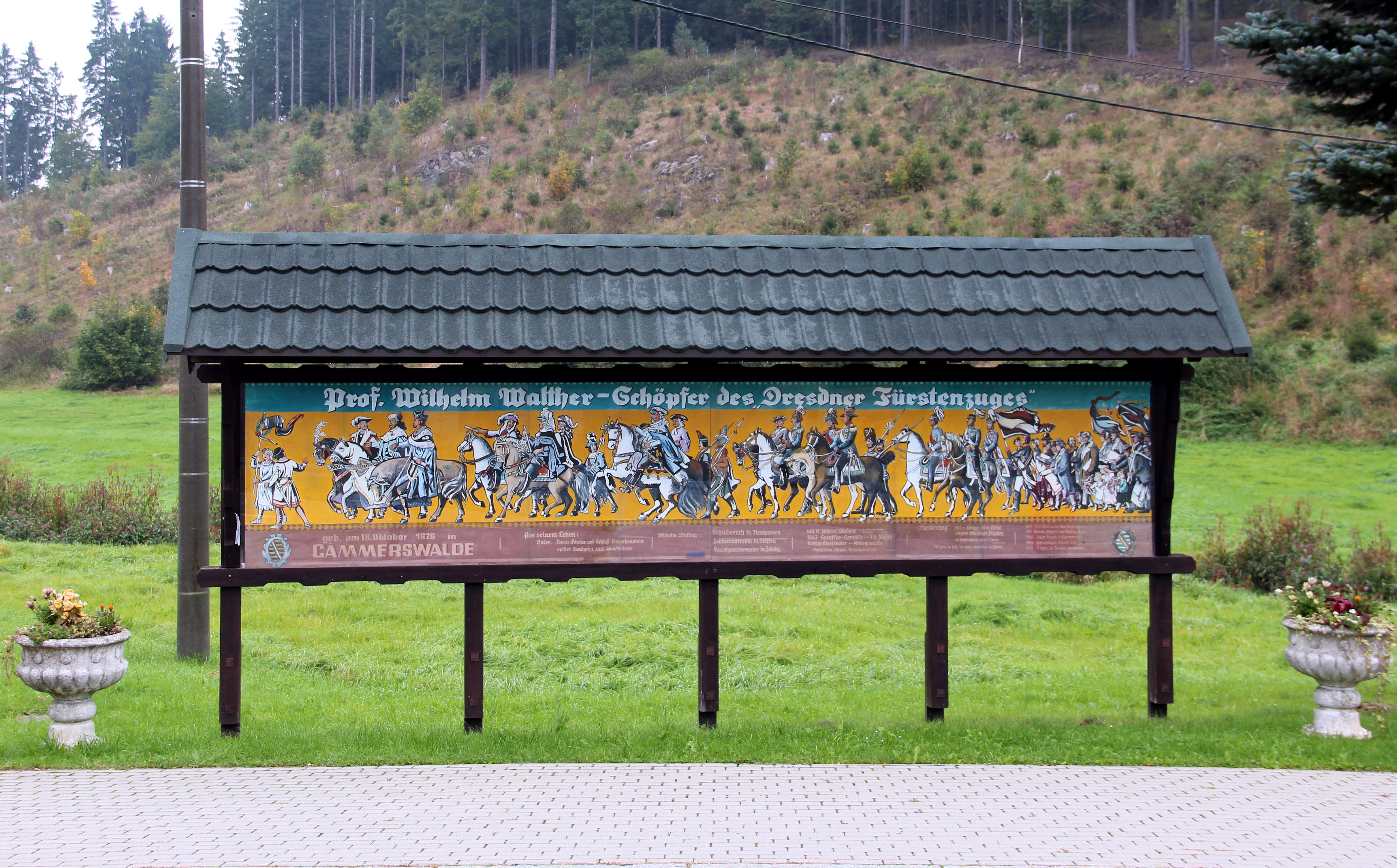
Gedenktafel für Wilhelm Walther

- Wilhelm Walther: (1826–1913), geboren im ehemaligen Oehme-Gut (Hauptstraße 171). Künstler und Schöpfer des Fürstenzugs am Dresdner Schloss
- Gebrüder Jehmlich: Gotthelf Friedrich, Johann Gotthold, Carl Gottlieb und Gottlob Friedrich wurden im heutigen Ortsteil Neuwernsdorf im Haus Nr. 48 (ehemals Helmut Hegewald) geboren. Die vier Brüder erlernten beim Vater das Tischlerhandwerk, der Jüngste übernahm den Betrieb, die anderen drei Brüder ließen sich zu Orgelbauern ausbilden und gründeten 1808 in Neuwernsdorf die Firma Jehmlich Orgelbau.
- Alfred Tottewitz:  (* 25. April 1914 in Cämmerswalde; † unbekannt), Abgeordneter der Volkskammer 1950–1958